# Stadtbefestigung Châtillon-sur-Seine
Die Stadtbefestigung Châtillon-sur-Seine ist die teilweise denkmalgeschützte Stadtbefestigung der französischen Stadt Châtillon-sur-Seine.

## Geschichte
Nach der Bewilligung durch den Bischof von Langres im Jahr 1168 wurde die Stadt in der zweiten Hälfte des 12. Jahrhunderts befestigt, es entstanden zwei unabhängige Ringmauern um die Stadtteile Chaumont (nördlich der Seine) und Bourg (südlich der Seine). Auf der Insel, die sie trennte, entstand der neue Stadtteil Rue des Ponts, der wiederum während der Hugenottenkriege (Bürgerbeschluss vom 24. und 25. Juni 1586) befestigt wurde. Diese neue Anlage bildete die Verbindung zu den beiden anderen. Im 17. Jahrhundert fanden Umbauten und der Bau von Bastionen statt.

## Erhaltene Bauwerke

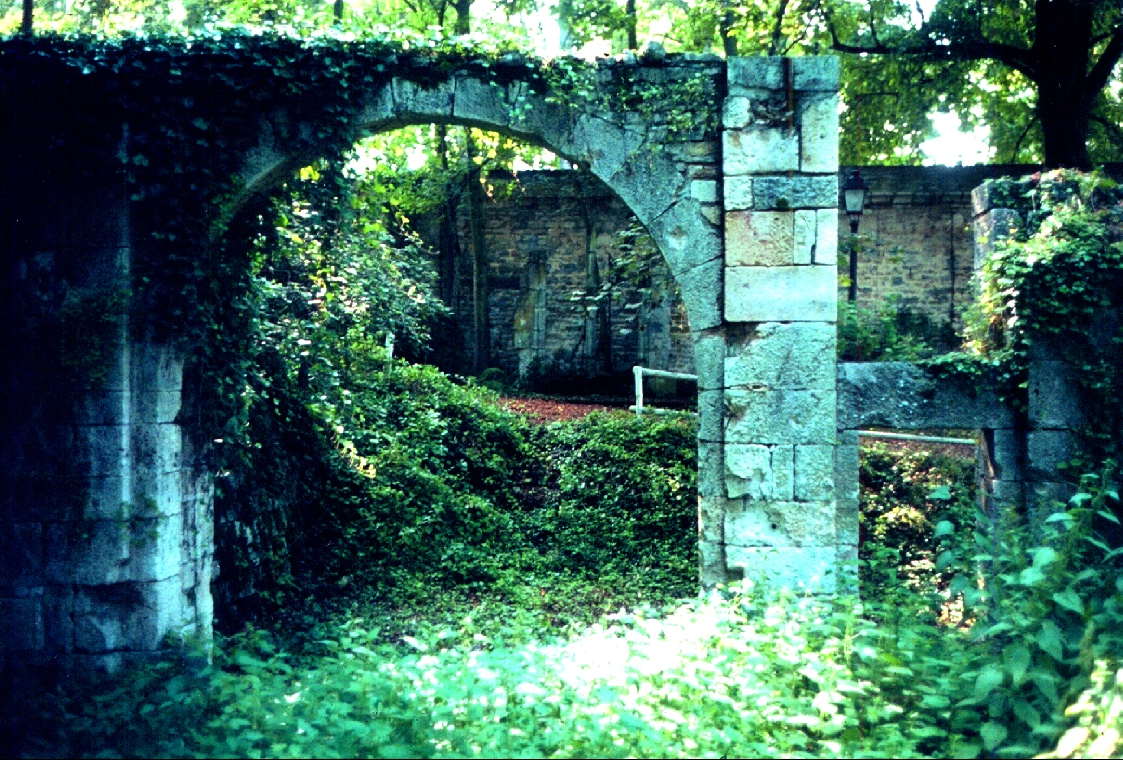
Überreste der Porte Dijonnaise

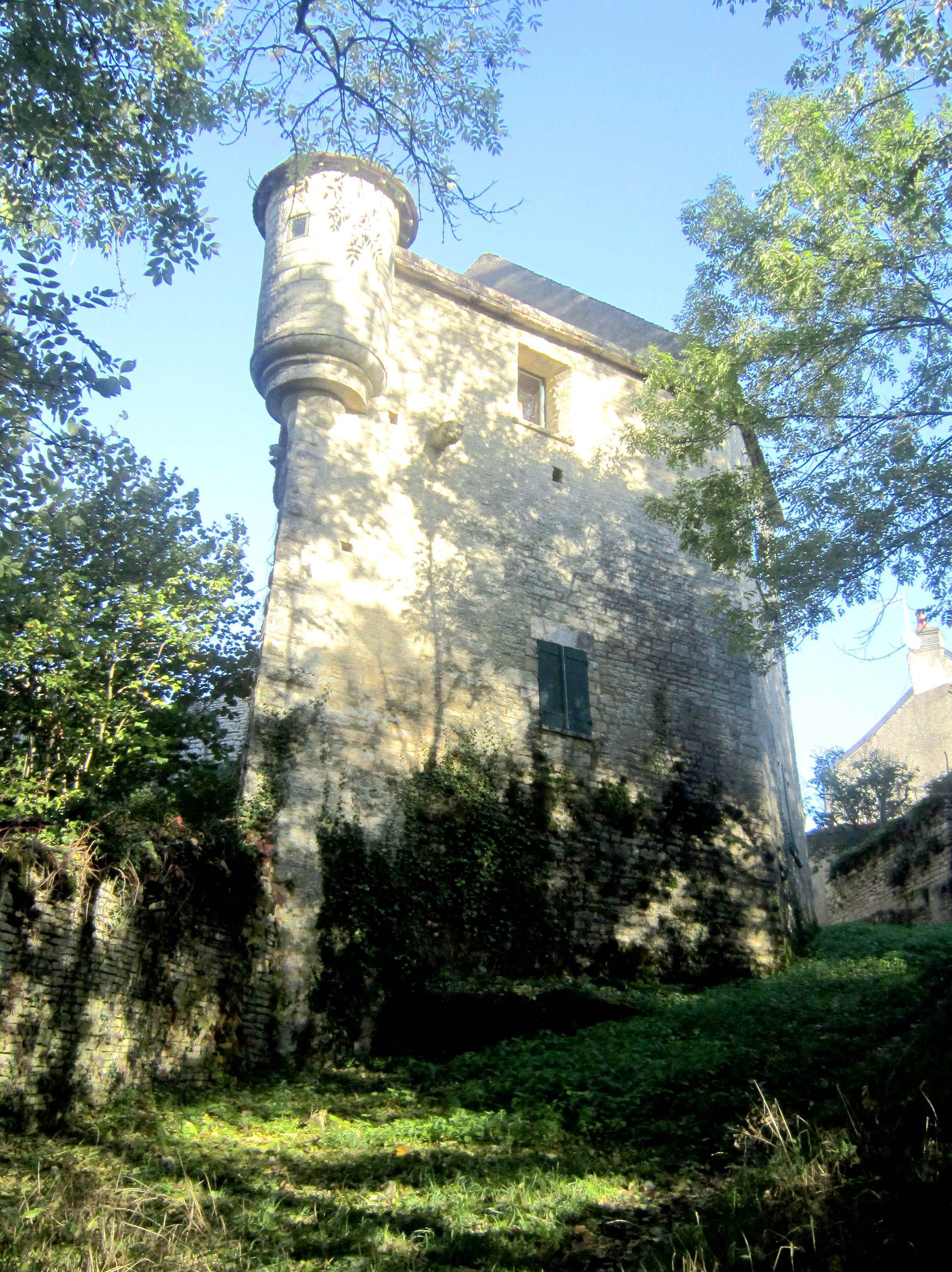
Bastion du Petit-Haut

Von dieser Anlage, die nach der Revolution allmählich abgetragen wurde, sind nur noch wenige Überreste vorhanden:
- das Stadttor Porte Dijonnaise (Stadtteil Bourg), durch das die Straße nach Dijon führte, wurde am 21. November 1925 als Monument historique registriert[2], im Juni 1940 jedoch teilweise zerstört und nach dem Krieg wiederhergestellt
- das Stadttor Porte Saint-Antoine (Stadtteil Chaumont) wurde in der ersten Hälfte des 19. Jahrhunderts abgetragen, erhalten ist nur noch eine Mauernische, die eine Statue des Heiligen Antonius beherbergte
- der Rundturm Tour Saint-Christophe oder Tour Royale (Bourg) aus dem 17. Jahrhundert
- die Bastion Tour de Cérilly, 1626/1627 erbaut und um 1790 in eine Wohnstätte und Orangerie umgewandelt
- die Bastion du Petit-Haut mit einer Échauguette (seit 1925 Monument historique[3]) aus dem 17. Jahrhundert
- eine Échauguette aus dem 17. Jahrhundert in der Nähe der Porte Dijonnaise, vom südlichen Ende der Rue du Bourg-à-Mont sichtbar
- Reste von Bastionen in der Rue Marmont (Chaumont)
- eine Bastion mit Échauguette am clos Lanson
- ein Hufeisenturm im Park von Château Marmont (Chaumont)

Die Porte de Roche, nur noch von alten Ansichtskarten her bekannt, wurde 1940 bei der Bombardierung der Stadt zerstört.